# بالوگو

بالوگو شهری در شهرستان سیگله در استان بولکیمده در بورکینافاسوی غربی مرکزی است جمعیت آن ۱۴۲۸ نفر است.